# خان صفي قلي
خان صفي قلي (بالفارسية: کاروانسرای صفی قلی) هي خان تاريخية تعود إلى عصر السلالة الصفوية، وتقع في جويم.